# Tropinon
Tropinon – organiczny związek chemiczny z grupy alkaloidów. Syntetyczny prekursor atropiny.

## Synteza
Po raz pierwszy syntezę tropinonu przeprowadził Richard Willstätter w 1901 roku. Wymagała ona jednak wielu etapów, a całkowita wydajność wyniosła 0,75%.
Synteza wykonana w 1917 roku przez Roberta Robinsona jest uznawana za klasyczny przykład syntezy totalnej ze względu na prostotę i podejście biomimetyczne. Wydajność syntezy wyniosła 17%, a po kolejnych usprawnieniach przekroczyła 90%: